# Пират (фильм, 1973)
«Пират» (кит. трад. 大海盜, палл. Да хай дао, англ. The Pirate) — гонконгский фильм режиссёров Чжан Чэ, Пао Сюэли и У Ма, вышедший в 1973 году.

## Сюжет
Пират Чжан Баоцзай причаливает к берегу Южного Китая под видом богатого торговца. Жители того района живут в бедности, претерпевая коррупцию и эксплуатацию со стороны властей. Баоцзай привлекает внимание торговца Сян Юлуня и его сестры. Затем Баоцзай соглашается перевести жителям денежные средства и товары, украденные у иностранных колонистов.
Оставаясь на суше, Баоцзай узнаёт, что один из его бывших членов экипажа, Хуа Эрдао, который теперь беглый каторжник, захватил его судно, товар и команду. Поскольку Хуа хочет отомстить ему, Баоцзай бежит и находит убежище в казино.
Адмирал императорского двора Цин посылает молодого генерала Ху И выяснить, где прячутся пираты. Ху И сталкивается с Баоцзаем, после чего каждый демонстрирует свои навыки в боевых искусствах на дуэли. Генерал, в конце концов, начинает уважать соперника за добрые намерения и отпускает его.

## В ролях
- Ти Лун — Чжан Баоцзай
- Дэвид Цзян — Ху И
- Тхинь Чхин — Сян Юлунь
- Юй Фэн — вторая мисс Сян
- Фань Мэйшэн[англ.] — Хуа Эрдао
- Юань Маньцзы — Хай Тан
- Дин Сэк[англ.] — г-н Бай
- Лю Ган — брат Цзэн
- Ван Гуанъюй — партизан
- Чен Хонъип — партизан
- Брюс Тхон — брат Ма
- Лён Сёнвань — мастер Шин
- Вон Чхинхо — отец Хай Тана
- Лу Ди — лидер в доках
- Сам Лоу — клерк в казино
- Лоу Вай — хозяин борделя
- У Чицинь — коррумпированный полицейский
- Ён Чаклам[кит.] — коррумпированный полицейский
- Хо Хоньчау — (массовка)
- Вай Консан — (массовка)
- Лэй Вайхой — (массовка)
- Лэй Юнкит — пират, играющий в казино
- Чан Винкай — (массовка)
- Джонстон Вон — (массовка)

## Съёмочная группа
- Компания: Shaw Brothers
- Продюсер: Шао Жэньмэй[англ.]
- Режиссёр: Чжан Чэ, Пао Сюэли, У Ма[англ.]
- Сценарист: Ни Куан[англ.]
- Ассистент режиссёра: Тан Вань, Чжун Лян, Чён Кинпо
- Постановка боевых сцен: Тан Цзя[кит.], Лю Цзялян
- Художник: Джонсон Цао
- Монтажёр: Куок Тхинхун
- Грим: У Сюйцин
- Оператор: Куан Ханьло, Юнь Тинпон
- Композитор: Фрэнки Чань[англ.]